# Sharon Wood
Pour les articles homonymes, voir Wood.
Pas d'image ? Cliquez ici
Sharon Wood est une alpiniste canadienne née le 18 mai 1957 à Halifax (Nouvelle-Écosse).

## Biographie
Sharon Wood naît à Halifax le 18 mai 1957.
À dix-sept ans, elle suit un cours d'introduction à l'alpinisme à Jasper et se prend de passion pour la discipline,. Plus tard, elle affirme que cette passion l'a empêchée de sombrer dans la délinquance.
Wood s'entraîne sous la supervision de Laurie Skreslet, le premier Canadien à avoir gravi l'Everest. Elle se démarque rapidement en grimpant plusieurs sommets réputés. Elle gravit la face Kane du mont Robson. Elle fait partie de la première équipe entièrement féminine à arriver au sommet du mont Logan. Elle grimpe l'éperon Cassin sur le mont McKinley, la face Sud de l'Aconcagua, et ouvre une nouvelle voie sur la face Anquash de l'Huasscaran, la montagne la plus haute du Pérou.
En 1986, elle rejoint un convoi de treize personnes pour monter l'arête Ouest de l'Everest sans assistance d'un sherpa. Le 20 mai, avec Dwayne Congdon, elle arrive au sommet de l'Everest à 21 heures. Elle devient alors la première femme occidentale à gravir l'Everest,.

## Prix et récompenses
Wood détient un doctorat de droit honorifique de l'université de Calgary. Elle a obtenu la médaille du mérite canadienne.